# Rhinolophopsylla ectopa
Rhinolophopsylla ectopa är en loppart som först beskrevs av Jordan 1937.  Rhinolophopsylla ectopa ingår i släktet Rhinolophopsylla och familjen fladdermusloppor. Inga underarter finns listade i Catalogue of Life.